# Ettore
Ettore ist ein italienischer männlicher Vorname, der auch als Familienname vorkommt.

## Herkunft und Bedeutung des Namens
Der Name Ettore wird von Hektor (griechisch Ἕκτωρ) abgeleitet. Dieser ist eine Gestalt aus Homers berühmtem Epos Die Ilias, in der er Prinz von Troja ist und im Trojanischen Krieg unter anderem gegen Achilles kämpft. Homer wie auch Vergil in seiner Aeneis beschreiben Hektor als edlen Helden. Darauf basieren viele spätere idealisierte Darstellungen, die Hektor als eine Symbolfigur der Ritterlichkeit zeigen.
Der Name Ettore steht für Macht, Kampfgeist, Herrscher, Schirmer und Sieger.

## Namenstag
Der Namenstag für den Namen Ettore ist der 4. Februar.

## Namensträger
- Ettore Bastianini (1922–1967), italienischer Opernsänger (Bariton)
- Ettore Bastico (1876–1972), italienischer Marschall
- Ettore Bugatti (1881–1947), italienischer Automobilkonstrukteur und -fabrikant
- Ettore Bulgarelli (* 1965), ehemaliger italienischer Ruderer
- Ettore Caporali (1855–1886), italienischer Mathematiker
- Ettore Castiglioni (1908–1944), italienischer Bergsteiger
- Ettore Cella (1913–2004), Schweizer Schauspieler und Regisseur
- Ettore Cunial (1905–2005), Kurienerzbischof der römisch-katholischen Kirche
- Ettore De Ruggiero (1839–1926), italienischer Althistoriker, Epigraphiker und Klassischer Philologe
- Ettore Felici (1881–1951), Erzbischof und Diplomat des Heiligen Stuhls
- Ettore Fieramosca (1476–1515), italienischer Condottiere
- Ettore Girardi, italienischer Motorradrennfahrer
- Ettore Gotti Tedeschi (* 1945), italienischer Bankmanager
- Ettore Lucchesi Palli (1806–1864), vierter Herzog von Grazia
- Ettore Majorana (* 1906; verschollen 1938), italienischer Physiker
- Ettore Manni (1927–1979), italienischer Filmschauspieler
- Ettore Marchiafava (1847–1935), italienischer Mediziner, Pathologe und Neurologe
- Ettore Maserati (1894–1990), italienischer Ingenieur und Unternehmer
- Ettore Massari (1883–1959), italienischer Turner
- Ettore Mazzoleni (1905–1968), kanadischer Dirigent und Musikpädagoge
- Ettore Messina (* 1959), italienischer Basketballtrainer
- Ettore Milano (1925–2011), italienischer Radrennfahrer und nationaler Meister im Radsport
- Ettore Muti (1902–1943), italienischer Faschist und Militär
- Ettore Ovazza (1892–1943), italienischer Bankier und Unternehmer
- Ettore Roesler Franz (1845–1907), italienischer Maler böhmischer Abstammung
- Ettore Rossi (1915–1998), Schweizer Arzt
- Ettore Schiavoni (1866–1930), italienischer Fechtmeister
- Ettore Scola (1931–2016), italienischer Regisseur und Drehbuchautor
- Ettore Sottsass (1917–2007), österreichisch-italienischer Architekt und Designer von Einrichtungsgegenständen
- Ettore Spalletti (1940–2019), italienischer Maler und Bildhauer
- Ettore Tenchio (1915–2015), Schweizer Jurist und Politiker
- Ettore Tolomei (1865–1952), italienischer Senator, Nationalist und Faschist
- Ettore Ximenes (1855–1926), italienischer Bildhauer